# (232923) Adalovelace
(232923) Adalovelace ist ein im mittleren Hauptgürtel gelegener Asteroid. Er wurde im Rahmen des Projektes KLENOT am 15. Januar 2005 am Kleť-Observatorium in der Nähe von Český Krumlov in Tschechien (IAU-Code 046) entdeckt. Sichtungen des Asteroiden hatte es schon vorher am 21. März 2001 an dem Kitt-Peak-Nationalobservatorium in Arizona gegeben.
Der Asteroid wurde am 25. April 2013 nach der britischen Mathematikerin und Gesellschaftsdame Ada Lovelace (1815–1852) benannt.